# Muriel Mayette-Holtz
Muriel Mayette-Holtz, née le 2 mai 1964 à Paris, est une comédienne et metteure en scène française.
Elle est la première femme à avoir dirigé la Comédie-Française, dont elle a été administratrice générale de 2006 à 2014, et aussi — bien qu'elle connaisse moins le domaine des arts plastiques — la première femme à avoir dirigé l’Académie de France à Rome à la villa Médicis (entre septembre 2015 et septembre 2018).
Elle est directrice du théâtre national de Nice depuis le 1er novembre 2019, ainsi que directrice de la Villa Ephrussi de Rothschild à Saint-Jean-Cap-Ferrat depuis le 1er janvier 2023.

## Biographie
Muriel Mayette naît à Paris, dans le quartier de Clichy, d'un père qui a débuté dans la grande distribution avant de monter une école de commerce. Sa vocation de comédienne naît tôt dans la boutique de magie moderne de son grand-père, Mayette Magie moderne rue des Carmes, magasin repris par Michel Hatte. À 14 ans, elle suit les cours de Marcelle Tassencourt au conservatoire de Versailles. De 1980 à 1982, elle suit en cachette les cours de l'École nationale supérieure des arts et techniques du théâtre. De 1982 à 1985, au Conservatoire national supérieur d'art dramatique (CNSAD), elle suit les classes de Michel Bouquet, Bernard Dort et Claude Régy, ce dernier la classant parmi les comiques plutôt que dans la catégorie des tragédiennes.
Entrée à la Comédie-Française à 21 ans comme pensionnaire, le 15 septembre 1985, elle en devient le 1er janvier 1988 la 477e sociétaire, et y travaille notamment avec Antoine Vitez, Jacques Lassalle et Alain Françon. Parallèlement, elle assume la fonction de professeur d'interprétation au Conservatoire national supérieur d'art dramatique de Paris[réf. nécessaire].
Nommée administratrice générale de la Comédie-Française à partir du 4 août 2006 en remplacement de Marcel Bozonnet, elle est la première femme à occuper ce poste. Elle ouvre son mandat par sa mise en scène controversée de la pièce de Bernard-Marie Koltès, Le Retour au désert. L'ouvrage de Cyril Desclés, L'Affaire Koltès, revient sur cette polémique. Au cours de son deuxième mandat en 2011, elle féminise son titre en administratrice. Mais le renouvellement de ce mandat en juillet 2014 n'a pas lieu, contesté par sa troupe qui lui reproche son dirigisme, des programmations et mises en scène contestables ainsi qu'un manque d'ouverture aux grands noms du théâtre d'aujourd'hui. Elle a à son bilan d'avoir renouvelé un tiers de la troupe (elle y a fait rentrer Laurent Lafitte, Pierre Niney, Benjamin Lavernhe ...), d'avoir dépoussiéré l'institution à coups de campagnes publicitaires et de galas et une fréquentation record (90 % de remplissage annoncé) des scènes de la Comédie-Française.
À partir de mars 2008, Muriel Mayette-Holtz fait partie de la Commission, présidée par Hugues Gall, chargée par Christine Albanel, ministre de la Culture, de pourvoir le poste de directeur de la villa Médicis à Rome. Elle a également été chargée du rapprochement controversé de la Comédie-Française avec la MC93 Bobigny.
En 2015, son nom est mentionné dans la presse pour la direction de la villa Médicis. Sa nomination le 3 septembre 2015 déclenche une polémique, au motif qu'elle n'a aucune compétence dans le domaine des arts plastiques. Une pétition signée par Ellsworth Kelly, Yve-Alain Bois, Djamel Tatah, Serge Guilbault, Jean-Luc Moulène, entre autres, est publiée dans Libération.
À la villa Médicis, en septembre 2015, elle a mené une politique d'ouverture (voir l'étude de Reda Merida) qui s'est exprimée par la création de nouveaux événements et rendez-vous,, critiqués cependant par les résidents, qui se sont aussi opposés à la réforme « brutale et non concertée » de leur statut. Sous sa mandature, les recettes propres de la villa Médicis augmentent de 30 %.
En septembre 2016, elle a lancé « ¡ VivaVilla ! », un festival de résidences d'artistes, en association avec la Casa de Velázquez à Madrid et la Villa Kujoyama à Kyoto, qui permet au public français de découvrir à Paris les œuvres récentes d’artistes accueillis par ces trois grandes institutions.
Après avoir fortement diminué les moyens du département d'histoire de l'art de la villa Médicis, elle envisage sa suppression. En septembre 2018, elle n'est pas reconduite à la tête de la villa Médicis.
Elle dirige ensuite, en 2019, la fondation Dufraine, propriété de l’Académie des Beaux-Arts, située à Chars (Val-d'Oise), accueillant une dizaine d’artistes en résidence, et le théâtre national de Nice à partir du 1er novembre 2019. Le 1er janvier 2023, elle devient directrice de la villa Ephrussi de Rothschild.

### Vie privée
Dans les années 1980, à la Comédie-Française, elle rencontre Jean-Yves Dubois (1958-2003), avec qui elle vit pendant douze ans. Elle perd dans un accident le fils de 5 ans qu'ils élevaient ensemble.
Elle se marie le 19 avril 2013 avec Gérard Holtz, journaliste sportif.

## Théâtre

### Comédienne
- 1981 : Les Sorcières de Salem de Arthur Miller, mise en scène Jean Meyer, théâtre des Célestins
- 1985 : Le Misanthrope de Molière, mise en scène André Engel, MC93 Bobigny
- 1985 : Le Balcon de Jean Genet, mise en scène Georges Lavaudant, Comédie-Française
- 1986 : Un chapeau de paille d'Italie d'Eugène Labiche, mise en scène Bruno Bayen, Comédie-Française
- 1986 : Le Bourgeois gentilhomme de Molière, mise en scène Jean-Luc Boutté, Comédie-Française
- 1987 : Les Femmes savantes de Molière, mise en scène Catherine Hiegel, Comédie-Française
- 1987 : La Poudre aux yeux d'Eugène Labiche, mise en scène Pierre Mondy, Comédie-Française
- 1989 : Un bon patriote ? de John Osborne, mise en scène Jean-Paul Lucet, théâtre de l'Odéon
- 1989 : Et les chiens se taisaient d'Aimé Césaire, lecture dirigée par Antoine Vitez, festival d'Avignon
- 1989 : La Célestine de Fernando de Rojas, mise en scène Antoine Vitez, festival d'Avignon, Comédie-Française au théâtre de l'Odéon
- 1989 : Torquato Tasso de Goethe, mise en scène Bruno Bayen, théâtre de l'Odéon
- 1990 : Oh ! mais où est la tête de Victor Hugo ? d'après Victor Hugo, mise en scène Muriel Mayette-Holtz, Comédie-Française au théâtre de l'Odéon
- 1990 : Huis clos de Jean-Paul Sartre, mise en scène Claude Régy, Comédie-Française
- 1991 : La Fausse Suivante de Marivaux, mise en scène Jacques Lassalle, Comédie-Française
- 1992 : Antigone de Sophocle, mise en scène Otomar Krejča, Comédie-Française à la salle Richelieu
- 1993 : Le Faiseur d'Honoré de Balzac, mise en scène Jean-Paul Roussillon, Comédie-Française à la salle Richelieu
- 1994 : Le Prince de Hombourg de Heinrich von Kleist, mise en scène Alexander Lang, théâtre Mogador, salle Richelieu
- 1995 : Le Prince de Hombourg de Heinrich von Kleist, mise en scène Alexander Lang, salle Richelieu
- 1995 : Le Shaga de Marguerite Duras, mise en scène Christian Rist, théâtre du Vieux-Colombier
- 1997 : Les Bonnes de Jean Genet, mise en scène Philippe Adrien, Comédie-Française
- 1999 : L’Inspecteur général de Nikolaï Gogol, mise en scène Matthias Langhoff, théâtre national de Bretagne, théâtre des Amandiers
- 2000 : L'Avare de Molière, mise en scène Andrei Șerban (en), Comédie-Française
- 2000 : Le Retour d'Harold Pinter, mise en scène Catherine Hiegel, Comédie-Française
- 2003 : Le Malade imaginaire de Molière, mise en scène Claude Stratz, Comédie-Française
- 2005 : Les Grelots du fou de Luigi Pirandello, mise en scène Claude Stratz, théâtre du Vieux-Colombier
- 2006 : Les Grelots du fou de Luigi Pirandello, mise en scène Claude Stratz, théâtre des Célestins
- 2006 : La Leçon de Mr. Pantalon, mise en scène Christophe Patty, Le Grand Bleu Lille
- 2020 : Les Parents terribles de Jean Cocteau, mise en scène de Christophe Perton, théâtre national de Nice

### Metteure en scène
- 1990 : Oh ! mais où est la tête de Victor Hugo ? d'après Victor Hugo, Petit-Odéon
- 1993 : Les Amants puérils de Fernand Crommelynck, théâtre du Vieux-Colombier
- 1996 : Clitandre de Corneille, salle Richelieu
- 1998 : Chat en poche de Georges Feydeau, théâtre du Vieux-Colombier
- 1998 : Une douche écossaise de Philippe Collas et Éric Villedary, théâtre des Bouffes-Parisiens
- 2001 : Les Danseurs de la Pluie de Karin Mainwaring, mise en scène conjointe avec Jacques Vincey, théâtre du Vieux-Colombier
- 2004 : Les Cathédrales d'après Auguste Rodin, festival de Figeac
- 2004 : Le Conte d'hiver de William Shakespeare, Studio-Théâtre
- 2005 : La Savetière prodigieuse, Noces de sang, Les Amours de don Perlimplin de Federico García Lorca, Conservatoire national supérieur d'art dramatique
- 2005 : La Femme fantasque et Les Cancans de Carlo Goldoni, Conservatoire national supérieur d'art dramatique
- 2007 : Le Retour au désert de Bernard-Marie Koltès, salle Richelieu
- 2007 : Soirée René Char, salle Richelieu
- 2009 : La Dispute de Marivaux, théâtre du Vieux-Colombier
- 2010 : Mystère bouffe et fabulages de Dario Fo, salle Richelieu
- 2010 : Andromaque de Racine, salle Richelieu
- 2011 : Bérénice de Racine (« La Comédie-Française sur les routes » - Espace Malraux de Joué-lès-Tours[24], opéra royal de Versailles[25], Théâtre Millandy de Luçon[26], etc.), salle Richelieu
- 2012 : Une histoire de la Comédie-Française de Christophe Barbier, théâtre Ephémère
- 2014 : Le Songe d'une nuit d'été de William Shakespeare, salle Richelieu
- 2018 : version franco-italienne du Jeu de l'amour et du hasard, de Marivaux, à la villa Médicis
- 2019 : Les Troyennes, d'Euripide, à Syracuse dans le cadre du festival de l’Instituto nazionale del dramma antico
- 2022 : Bérénice de Jean Racine, à La Scala Paris
- 2022 : Le Sourire de Darwin, au Théâtre National de Nice, avec Isabella Rossellini
- 2023 : Les Fourberies de Scapin de Molière, au Théâtre National de Nice
- 2025 : Le Veil Homme et la Mer, d'après Ernest Hemingway, au Théâtre National de Nice

## Filmographie

### Cinéma
- 1998 : Dis-moi que je rêve de Claude Mouriéras
- 2001 : Fleur à la bouche d'Hervé Icovic
- 2014 : Elle l'adore de Jeanne Herry

### Télévision
- 2010 : L'illusion comique de Mathieu Amalric
- 2013 : Ça ne peut pas continuer comme ça de Dominique Cabrera
- 2014 : La Dernière Échappée de Fabien Onteniente

## Distinctions

### Décorations
- Chevalière de la Légion d'honneur[27].
- Chevalière de l'ordre national du Mérite[28].
- Officière de l'ordre des Arts et des Lettres.

### Récompenses
En 2012, elle reçoit la médaille de vermeil, de l'Académie française, pour son rôle dans le rayonnement de la langue et de la littérature françaises.
En décembre 2013, lors de la 21e cérémonie du Trophée des Femmes en Or, elle reçoit le prix de la « Femme de l'art 2013 ».
Le 17 mai 2017, elle est élue membre de l'Académie des beaux-arts, dans la section des membres libres au fauteuil de Maurice Béjart.